# Meranoplus duyfkeni
Meranoplus duyfkeni é uma espécie de formiga do gênero Meranoplus, pertencente à subfamília Myrmicinae.